# مدونا سباستین
مدونا سباستین (به انگلیسی: Madonna Sebastian) (زاده ۱ اکتبر ۱۹۹۲) بازیگر هندی است.
از کارهای معروف او می‌توان به بازی در فیلم عشق، عشق هم باید بگذرد و لئو اشاره کرد.